# Эскадренные миноносцы типа «Татикадзэ»
Эскадренные миноносцы типа «Татикадзэ» (яп. たちかぜ型護衛艦 татикадзэ-ката-гоэйкан) — тип современных эскадренных миноносцев, состоящий на вооружении Морских Сил Самообороны Японии.
Корабли оснащены зональным ЗРК «Tartar-D» с ЗУР «Стандарт-1MR». Впервые в японском флоте в электронном оборудовании широко использовались компьютеры. В качестве интегрированной системы управления использовалась система OYQ-1, аналог американской NTDS. По мере строительства новых кораблей электроника совершенствовалась. На втором корабле серии была установлена улучшенная БИУС OYQ-2, на третьем — БИУС нового поколения OYQ-4.
Вооружение включало пусковую установку Mk 13 для ракет «Стандарт-1MR», 8-контейнерную установку Type 74 для ракет ASROC (японский аналог ПУ Mk16), 8 противокорабельных ракет «Гарпун», два 20-мм ЗАК «Фаланкс», два строенных торпедных аппарата Type 68 Model HOS-301 (аналог американского аппарата Mk32, два 127-мм орудия Mk42.
В 1998 году, когда «Татикадзэ» стал флагманом эскортных сил флота, кормовое 127-мм орудие было демонтировано, в освободившемся пространстве организован штабной отсек. В 2007 году, после выхода «Татикадзэ» из состава флота, флагманские функции перешли к «Савакадзэ».

## Состав серии
| Номер   | Name                                           | Заложен    | Спущен     | В строю    | Списан     | Порт приписки                           |
| ------- | ---------------------------------------------- | ---------- | ---------- | ---------- | ---------- | --------------------------------------- |
| DDG-168 | Татикадзэ (яп. 太刀風 ветер,словно взмах меча) | 19.06.1973 | 17.12.1974 | 26.03.1976 | 15.01.2007 | Сасебо (1976-1995) Йокосука (1995-2007) |
| DDG-169 | Асакадзэ (яп. 朝風 утренний ветер)             | 27.03.1976 | 15.10.1977 | 27.03.1979 | 12.03.2008 | Йокосука (1979-1995) Сасебо (1995-2008) |
| DDG-170 | Савакадзэ (яп. 澤風 болотный ветер)            | 14.09.1979 | 04.06.1981 | 30.03.1983 | 25.06.2010 | Сасебо (1983-2007) Йокосука (2007-2010) |